# Allegiant Stadium
Allegiant Stadium és un estadi de futbol americà situat a la ciutat de Paradise, Nevada, Estats Units. Acull els partits que disputen com a locals els Las Vegas Raiders de la National Football League (NFL) i els UNLV Rebels de la National Collegiate Athletic Association (NCAA). Va ser inaugurat a finals de juliol de 2020 i té una capacitat per a 65.000 espectadors.

## Història
La construcció de l'estadi va ser aprovada pel Senat i l'Assemblea de Nevada a l'octubre de 2016. El finançament del projecte, el cost estimat del qual va ser d'uns 1.800 milions de dòlars, va sortir tant de fons públics com privats. El 27 de març de 2017 els propietaris dels equips de l'NFL van aprovar el trasllat dels Raiders a Las Vegas.
La col·locació de la primera pedra de l'estadi va tenir lloc el 13 de novembre de 2017 en una cerimònia a la qual van assistir Mark Davis (propietari dels Raiders), Roger Goodell (comissionat de l'NFL), Brian Sandoval (Governador de Nevada) i Carolyn Goodman (alcaldessa de Las Vegas). L'acte també va servir d'homenatge a les víctimes del tiroteig produït a la ciutat mes i mig abans.
El 5 d'agost de 2019 els Raiders van anunciar un acord amb Allegiant Air pel qual l'aerolínia de baix cost donaria nom a l'estadi.
La inauguració de l'estadi estava prevista per al 22 d'agost de 2020 amb un concert del cantant de country Garth Brooks. No obstant això, a causa de la pandèmia de COVID-19 l'actuació va ser posposada al febrer de 2021. De la mateixa manera, els Las Vegas Raiders anaven a debutar en la seva nova casa el 27 d'agost de 2020 en un partit de pretemporada davant els Arizona Cardinals, però el partit va ser cancel·lat.
L'Allegiant Stadium va ser declarat oficialment obert pel Comtat de Clark el 31 de juliol de 2020 i els Raiders van estrenar el recinte el 21 de setembre en un Monday Night Football contra els New Orleans Saints. Alvin Kamara va ser l'autor del primer touchdown en el nou estadi. El 5 de juny de 2021 WWE el va anunciar com a seu de l'esdeveniment SummerSlam 2021.